# Caecostenetroides ruderalis
Caecostenetroides ruderalis är en kräftdjursart som beskrevs av Jan Hendrik Stock och Ronald Vonk 1990. Caecostenetroides ruderalis ingår i släktet Caecostenetroides och familjen Gnathostenetroidae. Inga underarter finns listade i Catalogue of Life.